# Koulamoutou
Koulamoutou est une ville du Gabon, chef-lieu de la province de l'Ogooué-Lolo et du département de Lolo-Bouenguidi. La ville compte 16 222 habitants (2010), elle est une cité moyenne au regard de ses consœurs gabonaises. La ville est desservie par le train via la gare de Lastoursville, par avion et par la route.

## Géographie

### Situation
Koulamoutou est traversée par la rivière Bouenguidi qui sépare la ville en deux rives, la rive droite où sont situés la plupart des édifices publics, les administrations, le complexe de loisirs Koto, le CDI Paul Kouya et un studio de tournage et d'enregistrement de cinéma, puis la rive gauche où se situent les zones d'habitations où vivent toutes les ethnies qui composent la population locale (Nzebis, Povés, Akélés, Massangos). Cette rive gauche, que beaucoup de Koulois trouvent très animée, possède aussi le carrefour Édouard Mambenda, le collège Notre-Dame de la Salette, le Lycée Scientifique et Technologique Paul Kouya et les quartiers populaires qui sont autant de lieux à visiter. Les principaux quartiers de Koulamoutou sont : Ménage, Mikalou "La Concorde", Bambomo, Babambo, Bouvendo, Mandji, Koungou, Bakélé, Mayang, Mibaka,Moussesse .
La ville s'agrandit avec le lotissement Idzamba ou Koulamoutou II, et de nouveaux quartiers comme DIBA-DIBA.

### Relief
Koulamoutou que les habitants ont aussi pour habitude de surnommer Km city ou Kaboul[réf. nécessaire] a un relief montagneux important. La ville possède aussi un climat équatorial très pluvieux en saison de pluie et un climat très chaud en saison sèche. Hormis la rivière Bouenguidi, la ville est traversée par la rivière Lolo, affluent du fleuve Ogooué d'où le nom de la province désignée administrativement par le G7 comme septième province.

## Histoire
Koula-Moutou viendrait du mot "Kouloumoutou" en langue nzebi signifiant le "Patriarche" ou "kolomoto" signifiant personne âgée (ou aîné) en langue ghé-vové (parlée par les Povés).

## Économie
Comme la plupart des capitales provinciales du pays (hormis Libreville et Port-Gentil), Koula-Moutou est ville administrative où l'essentiel de la population active est fonctionnaire. Toutefois, l'introduction de la culture du café et du cacao ainsi que l'exploitation du bois (à une échelle encore modeste) a permis de dynamiser l'économie locale.

## Éducation
De nombreuses infrastructures portant sur l'éducation ont été construites au fil des années telles que les écoles primaires, les collèges (Notre-Dame de la Salette, Moutou Mambou), le lycée d'État Jean Stanislas Migolet et le Lycée Scientifique et Technologique Paul Kouya sur la route de l'aéroport, ouvert en 2010.

## Santé
La ville héberge l'ancien hôpital Provincial, le Centre de Santé de la CNSS, l'hôpital des Grandes Endémies et l'hôpital régional Paul Moukambi.

## Transports

### Transport aérien
La ville est desservie par l'aéroport de Koulamoutou situé à environ 7 kilomètres du centre-ville. Son code AITA est KOU.